# زلاتكو أرامباسيك
زلاتكو أرامباسيك (بالإنجليزية: Zlatko Arambasic)‏ مواليد 20 سبتمبر 1969 في سبليت، جمهورية يوغوسلافيا الاشتراكية الاتحادية، هو لاعب كرة قدم أسترالي سابق كان يلعب كمهاجم.

## المسيرة الاحترافية

### أندية لعب لها
- كيه في ميخيلين
- نادي سيدني أوليمبيك
- نادي ميتز
- إن أي سي بريدا

## روابط خارجية
- زلاتكو أرامباسيك على موقع IMDb (الإنجليزية)
- زلاتكو أرامباسيك على موقع كينوبويسك (الروسية)
- زلاتكو أرامباسيك على موقع الاتحاد الدولي (مؤرشف)  (الإنجليزية)
- زلاتكو أرامباسيك على موقع قاعدة بيانات كرة القدم.إي يو (الإنجليزية)
- زلاتكو أرامباسيك على موقع عالم كرة القدم.نت (الإنجليزية)
- زلاتكو أرامباسيك على موقع أوليمبيديا (الإنجليزية)
- زلاتكو أرامباسيك على موقع اللجنة الأولمبية الأسترالية (الإنجليزية)